# 김용진 (기자)
김용진(1961년 6월 3일~)은 대한민국의 기자이다. 1987년 KBS에 입사했다. 기자로서 대한항공 노동자 비중격천공증 집단 발병 은폐 폭로, 현대중공업 노동자 테러 사건 경찰개입 폭로 등을 하여 유명해졌다. 미국탐사보도협회(IRE)에서 1년간 탐사저널리즘을 공부했다. 매체비평 프로그램 《미디어포커스》 데스크와 KBS탐사보도팀장을 역임했다. 한국기자상, 안종필언론상, 한국방송기자상 등 기자가 받을 수 있는 상을 거의 수상했다. 2008년 9월 이명박 정부의 언론정책과 공영방송의 낙하산 사장 투하 등을 비판했다가 KBS울산방송총국으로 좌천되었고, KBS 탐사보도팀은 해체되었다. 2010년에는 KBS의 'G20 찬양보도태도'를 비판했다가 정직 4개월의 중징계를 받았다.
 2013년 KBS를 퇴사하고 뉴스타파 대표 겸 총괄 에디터가 되었다. 세명대 저널리즘스쿨 대학원 교수이기도 하다.

## 학력
- 부산대학교 경영학과 학사
- 동아대학교 신문방송학 석사, 박사
- 미주리대 저널리즘스쿨/미국탐사보도협회 방문연구원

## 경력
- 1987년 ~ 2012년 KBS 기자
- KBS 부산방송총국 기자
- KBS 탐사보도팀 팀장
- 2008년 9월 ~ 2012년 KBS 울산방송국 기자
- 2013년 ~ 2025년 2월 뉴스타파 대표 및 총괄 에디터
- 2013년 ~ 세명대 저널리즘스쿨 대학원 교수

## 상훈
- 1992년 한국기자상
- 2005년 한국방송기자클럽 보도상
- 2007년 안종필언론상
- 2010년 한국방송기자상, 미디어공공성포럼 언론상
- 2011년 한국방송기자상

## 저서
- 《그들은 아는 우리만 모르는》. 개마고원. 2012년. ISBN 9788957691267

## 같이 보기
- 최경영
- 뉴스타파